# 綾瀬ルリ
綾瀬 ルリ（あやせ るり、1981年10月23日 - ）は、日本の元AV女優。
東京都出身。

## 略歴
- 2001年 - 『アプローチ』でAVデビュー。

現在は引退している。

## 作品

### アダルトビデオ
2001年
- アプローチ（10月26日、MAX-A / Calen）
- パフォーマンス（12月21日、MAX-A / Calen）

2002年
- エンゲージ（3月22日、MAX-A / Calen）
- with or without you（4月26日、MAX-A / Calen）
- スプラッシュ（5月24日、MAX-A / Calen）
- 不法侵乳12（6月25日、MAX-A / Calen）
- 女教師狩り（7月26日、MAX-A / Calen）
- 美乳性策秘書（8月23日、アトラス21）
- パンストラヴァーズ（9月17日、アトラス21）
- 巨乳家庭教師（10月4日、TMA）
- 監禁志願（11月29日、VIP）

2003年
- 川浜なつみ&綾瀬ルリ&森高千春の超高級ソープ嬢 スペシャル版[二輪車、三輪車編]（1月10日、SODクリエイト）…共演:川浜なつみ、森高千春
- TAKARAMONO ヴァーチャル ヴィーナス（1月23日、忠実堂）
- 単体女優の美人マネージャーをみんなでヤっちゃったビデオ（1月23日、忠実堂）
- 猥流奴真愚（ワイルドシング） 遊女（1月24日、桃太郎映像出版）
- ADハルナの接吻バトルロワイヤル 2nd BATTLE（2月6日、忠実堂）他出演:天野♥こころ、長瀬愛、吉井愛美、一色志乃、安西エミリ、高野あゆみ、山咲萌、新堂ねね
- 僕だけの巨乳ペット2 麗しの社長秘書編（2月7日、ワープエンタテインメント）
- メガネっ娘11人（2月7日 TMA）他10名出演
- Angel 綾瀬ルリ（2月8日、アイデアポケット）
- 「絶対服従バレーボール部顧問 女教師ペット」 ～僕だけの女教師ペット番外編～（3月20日、SODクリエイト）
- Realtime Love（4月1日、MOODYZ）
- 美しきレズビアン 綾瀬ルリ×琴乃夕夏（4月1日、MOODYZ）共演:琴乃夕夏
- 衝撃 綾瀬ルリ（5月15日、隼エージェンシー）

2004年以降
- すけべな女SP 2 牝10匹の淫乱ストーリー［第二章］（2004年1月9日、隼エージェンシー）他9名出演
- おんなのこのおなにー 7（2005年5月19日、ディープス）他出演:日向あみ、小倉杏、響乃えみる、松下可憐、松本恵美、宝生いずみ、笠木忍、吉沢ミズキ、白鳥るり、大森りり、天衣みつ、月乃あずみ